# Romanus Orjinta
Romanus Orjinta (ur. 12 sierpnia 1981, zm. 31 grudnia 2014) – nigeryjski piłkarz grający na pozycji pomocnika.

## Kariera klubowa
Orjinta jest wychowankiem klubu Enugu Rangers. W 2000 roku jako 19-latek zadebiutował w jego barwach w pierwszej lidze nigeryjskiej. W Enugu grał do połowye 2001 roku i wtedy też przeszedł do Julius Berger FC z miasta Lagos. W 2002 roku zdobył z Julius Berger Puchar Nigerii. W 2003 roku zmienił klub i został zawodnikiem Enyimby FC z Aby. Wraz z Enyimbą wywalczył 3 trofea: mistrzostwo Nigerii, Superpuchar Nigerii i Ligę Mistrzów (2:0, 0:1 w finale nad Ismaily SC).
W 2004 roku Orjinta przeszedł do norweskiego Lillestrøm SK. Po roku gry w norweskiej lidze wrócił do Nigerii i został zawodnikiem Iwuanyanwo Nationale z Owerri, który w 2006 roku zmienił nazwę na Heartland FC. W 2008 roku Nigeryjczyk został piłkarzem klubu Niger Tornadoes z miasta Minna.

## Kariera reprezentacyjna
W reprezentacji Nigerii Orjinta zadebiutował w 2002 roku. W 2004 roku był powołany do kadry na Puchar Narodów Afryki 2004. Był tam rezerwowym i wystąpił w jednym meczu, z Mali (2:1). W latach 2002–2004 rozegrał w kadrze narodowej 6 spotkań.
Zmarł 31 grudnia 2014 roku w swoim domu.